# Oum El Bouaghi
Oum El Bouaghi (em árabe: أم البواقي) é uma comuna da Argélia e a capital da província de Oum El Bouaghi. De acordo com o censo de 2008, a população total da cidade era de 80 359 habitantes.